# Emmanuel Navon
Pour les articles homonymes, voir Navon.
Emmanuel Navon (hébreu : עמנואל נבון) né Emmanuel Mréjen le 21 janvier 1971, à Paris est un politologue, essayiste et expert universitaire de politique étrangère israélien d'origine française, enseignant à l'université de Tel-Aviv. Il est également chercheur à l'Institut de stratégie et de sécurité de Jérusalem (JISS), analyste pour la chaîne télévisée privée d'informations continues israélienne i24News.

## Biographie

### Jeunesse et formation
Emmanuel Navon naît à Paris dans une famille juive laïque du nom de Mréjen. Son grand-père maternel, officier dans l'armée française et agent secret dans la résistance française, a eu la vie sauvée grâce un officier allemand[source insuffisante]. 
Il est diplômé de Sciences-Po, spécialité Administration Publique. Durant ses études à Sciences-Po, il effectue des stages au ministère français des Affaires étrangères et au ministère français des Finances. En 1993, il  immigre en Israël et hébraïse son nom de famille en Navon. En Israël, il est enrôlé dans les Forces de défense israéliennes et poursuit ses études supérieures à l'université hébraïque de Jérusalem où il obtient une maîtrise et un doctorat en relations internationales. Au cours de ses études à Jéruslamem, il est consultant auprès du ministère israélien des Affaires étrangères sur la réforme des Nations Unies et rejoint le Centre Shalem comme doctorant[réf. souhaitée].

### Vie privée
Il est marié à Sima Herzfeld et a quatre enfants. Il est le frère de l'écrivaine française Valérie Mréjen et le beau-frère du rabbin américain Shmuel Herzfeld[réf. souhaitée].  

### Carrière
Il commence sa carrière comme consultant pour Arttic (un cabinet de conseil spécialisé dans le financement de la recherche et du développement), aidant les entreprises israéliennes à obtenir des financements de la Commission européenne et à rejoindre des consortiums européens. Entre 2003 et 2005, il est PDG de BNIC, une ONG formant les chefs d'entreprise israéliens à la diplomatie publique. Entre 2005 et 2010, il est associé du groupe Navon-Levy, un cabinet de conseil qui a promu des projets agricoles israéliens en Afrique subsaharienne. Entre 2011 et 2016, il est chef du département de science politique et de communication au Collège Haredi de Jérusalem (affilié à l'Université Bar-Ilan ). De janvier 2023 à avril 2025, il est PDG d'ELNET une agence privée israélienne œuvrant au rapprochement entre Israël et l'Europe,.

### Postes universitaires
Navon enseigne depuis 2002 à l'École des sciences politiques, du gouvernement et des relations internationales de l'université de Tel-Aviv et au programme d'études supérieures Abba Eban pour les études diplomatiques.
Entre 2013 et 2023, il a été chercheur principal au Kohelet Policy Forum et en 2017, il a rejoint l' Institut de stratégie et de sécurité de Jérusalem (JISS) en tant que chercheur. Dans son document d'orientation de 2006 pour la Conférence d'Herzliya, Navon décrit la diplomatie publique d'Israël comme une « impuissance douce » et met en garde contre les campagnes internationales de délégitimation. Dans son document d'orientation qu'il rédige en  janvier 2017 pour le Kohelet Policy Forum (co-écrit avec Avraham Diskin ), il recommande l'adoption de listes ouvertes et d'alliances politiques dans le système électoral israélien.

### Médias et prise de parole publiques
Emmanuel Navon est engagé[Quand ?] par la chaîne i24News comme analyste senior pour les affaires internationales[réf. souhaitée].

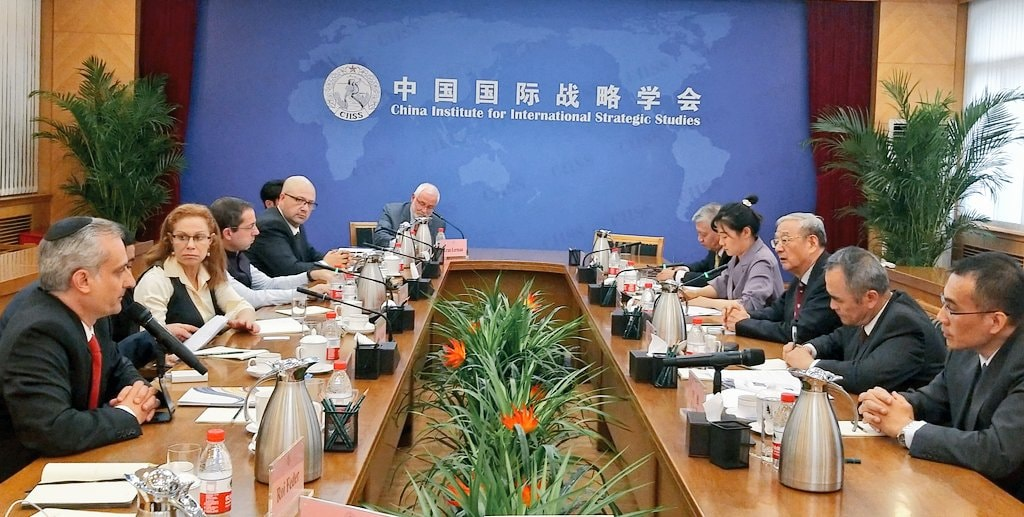
Emmanuel Navon s'adresse au CIISS

Navon est fréquemment invité comme conférencier en Amérique du Nord et en Europe par des organisations telles que les Fédérations juives d'Amérique du Nord, Hillel International  et ELNET.
En mars 2011, une conférence donnée par Navon à l’ Université du Québec à Montréal (UQÀM) est interrompue par des étudiants pro-palestiniens, et Navon doit être escorté par des agents de sécurité. En novembre 2012, le journaliste de la RTBF Eddy Caekelberghs  interrompt une interview en direct après que Navon l'a accusé de contribuer à la propagande du Hamas. En 2019, Navon est invité par la Haute école pédagogique (HEP) du canton de Vaud à présenter son approche du problème des réfugiés palestiniens, après un tollé provoqué par le projet initial de la HEP d'inviter uniquement des intervenants identifiés au récit palestinien. 

## Idées et controverses

### Relations internationales
Navon s'inscrit en adversaire virulent de la théorie des relations internationales, qualifiant les « grands débats » d'imposture. Cette attitude est décriée par notamment par deux auteurs Duncan  et Bell, souvent cités dans la littérature universitaire.      
Navon est un défenseur du libre marché et de la mondialisation. Il prône l'utilisation de l'avantage technologique d'Israël pour contribuer à l'indépendance énergétique,  une position pour laquelle il a été critiqué par le professeur Yehezkel Dror. 

### Conflit israélo-arabe
Lors d'un débat sur la guerre de Gaza avec Diana Buttu et Daniel Levy, modéré par Mehdi Hasan pour l'émission « Head-to-Head » d'Al-Jazeera, Navon il déclare qu'« Israël est le seul endroit au Moyen-Orient où les Arabes sont libres », que « le sionisme est un mouvement de libération nationale qui a libéré son territoire du colonialisme arabo-musulman » et que « la Palestine est une invention coloniale britannique ».

### Nationalisme et démocratie
Navon soutient que les Juifs sont une religion et que le peuple juif forme une nation. Pour cette raison, le peuple juif a droit à l’autodétermination nationale. Le sionisme, écrit-il, est un mouvement de libération nationale et la légitimité de l’État-nation juif est la même quie celle de tous les États-nations. Le nationalisme en général, et le nationalisme juif (c'est-à-dire le sionisme) en particulier, sont compatibles avec la démocratie et l’égalité civique.

### Activisme judiciaire et réforme électorale
Navon critique l'activisme judiciaire d'Israël et la « révolution constitutionnelle » autoproclamée d'Aharon Barak. Dans son livre La victoire du sionisme : reconquérir le récit des défis nationaux, régionaux et internationaux d'Israël, Navon affirme que l'ordre constitutionnel et la séparation des pouvoirs d'Israël ont été remaniés dans les années 1990 par cinq changements radicaux introduits unilatéralement par la Haute Cour de justice sous la direction de Barak : 1. Proclamant que tout est « justiciable » et donc qu’aucune question publique n’est à l’abri du contrôle du tribunal ; 2. Mettre fin à l’exigence de « qualité pour agir » (ou locus standi ), permettant ainsi à quiconque de saisir le tribunal ; 3. Déclarant que la Cour est habilitée à abroger une loi jugée incompatible avec les « lois fondamentales » d’Israël ; 4. Annulation de la décision du gouvernement, jugée « déraisonnable » par le tribunal ; 5. Transformer les conseils juridiques du procureur général en décisions contraignantes auxquelles le gouvernement doit se conformer.

### «L'Étoile et le Sceptre» et la controverse avec Tom Segev
En 2023, lorsque paraît chez Modan Publishing la traduction en hébreu de son livre  L'étoile et le sceptre : une histoire diplomatique d'Israël  préfacée par Isaac Herzog, l'historien israélien Tom Segev fait paraître dans Ha'aretz une critique du livre qui créé une polémique. En effet, Segev y accuse Navon (1) d'attribuer plus d'importance historique à Ze'ev Jabotinsky qu'à David Ben-Gourion ; (2) de citer de manière erronée le livre de Benny Morris, Righteous Victims  et (3) de se féliciter de la montée des partis politiques d'extrême droite en Europe. Dans sa réponse, publiée également par Ha'aretz, Navon affirme que les trois accusations sont fausses et malhonnêtes. Selon lui, au contraire, (1) son livre attribue plus d'importance historique à Ben Gourion qu'à Jabotinsky ; (2) toutes les citations de Righteous Victims sont fidèles (Navon accuse Segev d'avoir coupé une citation du livre pour cacher le soutien de Mussolini à Amin al-Husseini ) ; et (3) le livre n'accueille pas favorablement la montée de l'extrême droite en Europe (Navon affirme avoir écrit sur la nécessité d'être prudent et sceptique quant aux prétendues références pro-israéliennes de l'extrême droite européenne).

### Livres
- The Star and the Scepter: A Diplomatic History of Israel (The Jewish Publication Society/University of Nebraska Press, 2020)
- The Victory of Zionism: Reclaiming the Narrative About Israel's Domestic, Regional, and International Challenges, (CreateSpace, 2014)
- From Israel With Hope: Why and How Israel Will Continue to Thrive, (Balfour Books, 2010)
- A Plight Among the Nations: Israel's Foreign Policy Between Nationalism and Realism (VDM Verlag, 2009)

### Articles académiques
- "Israel's Nation-State Law" Palgrave International Handbook on Israel (February 2022), pp. 1–13.
- "Conservatism with a French Touch: A Look at the Thinking of Tocqueville" [Hebrew] Hashiloah  22 (November 2020), pp. 119–139.
- "Les réfugiés palestiniens: un regard géopolitique" Haute école pédagogique de Vaud (2020), pp. 104–114.
- "L'étoile et le sceptre: Israël et les nations" Pardès 63 (2019), pp. 103–108.
- "Israel: Political Development and Data for 2018" (With Abraham Diskin), European Journal of Political Research, Vol. 58, N. 1 (December 2019), pp. 143–148.
- "Israel's European Dilemma" Israel Journal of Foreign Affairs Vol. 12, No. 3 (2018), pp. 325–331.
- "Israël et le Liban: Liaisons dangereuses" Diplomatie (décembre 2018), pp. 60–61.
- "Israel: Political Development and Data for 2017" (With Abraham Diskin), European Journal of Political Research, Vol. 57, N. 1 (December 2018), pp. 148–156.
- "Strengthening Democracy Without Changing the System" [Hebrew] Hashiloah 5 (July 2017), pp. 41–67.
- "Etat des lieux sur le conflit israelo-palestinien" Diplomatie 39 (juin-juillet 2017), pp. 44-48.
- "France, Israel and the Jews: The End of an Era?" Israel Journal of Foreign Affairs 9/2 (2015), pp. 201–211
- "La globalisation et ses ennemis" (Globalization and its Enemies), in Tensions et Défis dans le Monde contemporain, Édition des Rosiers, 2013.
- "Managing Energy Risks in the 21st Century" Revue Management & Avenir 42 (2011), pp. 41–57
- "J-Call: Un appel à la mauvaise foi" Controverses 15 (novembre 2010), pp. 29–33.
- "The Case for the Jewish State" In Israel on Israel (London, Vallentine Mitchell, 2008), pp. 55–79.
- "Israël a-t-il un projet géopolitique" Hérodote, Revue de géographie et de géopolitique 124 (2007), pp. 69–78
- "Plaidoyer pour l'Etat juif" Outre-Terre: Revue française de géopolitique 9 (2004), pp. 19–41.
- "From Kippur to Oslo: Israel's Foreign Policy 1973-1993" Israel Affairs 10/3 (2004), pp. 1–40
- "Zionism and its Critiques" Jewish Political Studies Review  15/1-2 (2003), pp. 45–59
- "La France vue d'Israël: Illusions perdues" Outre-Terre: Revue française de géopolitique 3 (2002), pp. 253–268
- "Septembre 2000-Septembre 2001: Quel enseignement tirer?" Outre-Terre: Revue française de géopolitique 2 (mai 2002), pp. 247–261.
- "The Third Debate Revisited" Review of International Studies 27 (2001), pp. 611–625
- "Y-a-t-il une vie après Oslo?" [Is There Life After Oslo?], Outre-Terre, revue française de géopolitique 1 (janvier/mars 2001), pp. 33–49.
- "Israel and the Reform of the UN" Israel Affairs, Volume 5, Number 1 (1998), pp. 63-86

### Documents d'orientation
- The New Emerging Energy Hub in the Eastern Mediterranean, JISS, 2019 (6 pages).
- Reforming Israel's Voting System for Knesset (with Avraham Diskin), Kohelet Policy Forum, 2016 (58 pages).
- Fueling Conflicts: Oil and Geopolitical Tensions, Yuval Ne'eman Workshop for Science, Technology and Security, Tel-Aviv University, 2010 (44 pages).
- Soft Powerlessness: Arab Propaganda and the Erosion of Israel's International Stance, The Institute for Policy and Strategy, IDC Herzliya, 2005 (96 pages).